# Mawi Sánchez
Manuel Sánchez Aragón (Chiclana de la Frontera, Cádiz, 26 de abril de 1993), más conocido futbolísticamente como Mawi Sánchez, es un futbolista español que juega como delantero en el Chiclana CF de la Tercera Federación española.

## Trayectoria
Nacido en Chiclana de la Frontera, Mawi es un jugador formado en la cantera del Chiclana CF en el que jugaría desde 2012 a 2014. 
En las siguientes temporadas, jugaría en las filas del Balón de Cádiz CF y en el Conil Club de Fútbol de la Tercera División de España .
En la temporada 2016-17, firma en el Atlético Sanluqueño Club de Fútbol con el que debutaría en la Segunda División B de España, donde disputa 35 partidos en los que anota 8 goles.
El 17 de julio de 2017, firma por el Club de Fútbol Lorca Deportiva de la Segunda División B de España.
El 3 de enero de 2018, regresa al Atlético Sanluqueño Club de Fútbol de la Segunda División B de España.
El 2 de julio de 2019, se compromete con la UD Melilla de la Segunda División B de España, en el que jugaría durante temporada y media.
El 22 de enero de 2021, firma por el Rayo Majadahonda de la Segunda División B de España, en el que jugaría durante temporada y media.
El 23 de julio de 2022, firma por el Unionistas CF de la Primera Federación española.
El 15 de enero de 2023, firma por el Linares Deportivo de la Primera Federación española.
El 3 de enero de 2023, firma por el Águilas F. C. de la Segunda Federación española.
El 1 de julio de 2024, vuelve con el Chiclana CF de la Tercera Federación española.

## Clubes
| Club                               | País   | Años             |
| ---------------------------------- | ------ | ---------------- |
| Chiclana CF                        | España | 2012-2014        |
| Balón de Cádiz CF                  | España | 2014             |
| Conil Club de Fútbol               | España | 2014-2016        |
| Atlético Sanluqueño Club de Fútbol | España | 2016-2017        |
| Club de Fútbol Lorca Deportiva     | España | 2017             |
| Atlético Sanluqueño Club de Fútbol | España | 2018-2019        |
| UD Melilla                         | España | 2019-2020        |
| Rayo Majadahonda                   | España | 2021-2022        |
| Unionistas CF                      | España | 2022             |
| Linares Deportivo                  | España | 2023             |
| Águilas Fútbol Club                | España | 2024             |
| Chiclana CF                        | España | 2024- actualidad |